# Rhodostemonodaphne elephantopus
Rhodostemonodaphne elephantopus är en lagerväxtart som beskrevs av S. Madrinan. Rhodostemonodaphne elephantopus ingår i släktet Rhodostemonodaphne och familjen lagerväxter. Inga underarter finns listade i Catalogue of Life.